# المطبعة الحسينية المصرية
المطبعة الحسينية المصرية هي دار نشر مصرية كان مقرها بجوار مسجد الحسين، أنشأها محمد عبد اللطيف الخطيب سنة 1323 هـ، كما جاء في خاتمها بآخر طبعتها من «القاموس المحيط» سنة 1332 هـ = 1913 م، تصحيح الشيخ مصطفى عناني؛ وكذلك بآخر كتاب «تاريخ الطبري».

## شهرتها
اكتسبت شهرتها في العشر الأوائل من القرن العشرين، حين طبعت كتاب «طبقات الشافعية الكبرى» للإمام تاج الدين السبكي (ت 771 هـ)، في ستة أجزاء، سنة 1324 هـ = 1906 م على نفقة أحمد بن عبد الكريم القادري الحسني الفاسي، ثم طبعت بعد ذلك «تاريخ الطبري» في أحد عشر جزءاً سنة 1326 هـ = 1908 م.

## منشوراتها
| الكتاب                                                            | المؤلف                        | سنة النشر | التصنيف                 |
| ----------------------------------------------------------------- | ----------------------------- | --------- | ----------------------- |
| منهاج العابدين وبهامشه بداية الهداية                              | أبو حامد الغزالي              | 1322 هـ   | زهد وتصوف               |
| طبقات المدلسين المسمى تعريف أهل التقديس بمراتب الموصوفين بالتدليس | ابن حجر العسقلاني             | 1322 هـ   | التدليس والجرح والتعديل |
| محصل أفكار المتقدمين والمتأخرين من العلماء والحكماء والمتكلمين    | فخر الدين الرازي              | 1322 هـ   | علم الكلام              |
| المختصر في أخبار البشر                                            | أبو الفداء                    | 1325 هـ   | تاريخ                   |
| فتح القدير على الأمير فيما يتعلق بالذكر أمام الجنائز              | محمد الأمير بن عبد الحافظ     | 1325 هـ   | فقه                     |
| منحة العلي المتعال في بيان ما يثبت به الهلال                      | محمد بن عوض الدمياطي الحسيني  | 1325 هـ   | فقه                     |
| رسالة عزائم السياسة في علم الفراسة                                | عبد القادر الأدهمي            | 1325 هـ   | علم الفراسة             |
| مقامات الحريري: ويليه الرسالتين السينية والشينية                  | أبو محمد القاسم الحريري       | 1326 هـ   | أدب عربي                |
| لب التاريخ                                                        | محمد أفندي غنيم               | 1327 هـ   | تاريخ                   |
| السعديات في أحكام المعاملات                                       | محمد سعيد عبد الغفار          | 1327 هـ   | فقه                     |
| تهذيب الأخلاق وتطهير الأعراق                                      | مسكويه                        | 1329 هـ   | أخلاق وفلسفة إسلامية    |
| منحة المجيد على سيف المريد                                        | علي بن محمود الأسمنتي الخلوتي | 1329 هـ   | عقيدة وشعر عربي         |

## الملاحظات
1. ↑  أنشأ ابنه محمد محمد عبد اللطيف مطبعة، سمّاها «المطبعة المصرية بالأزهر» ومن أشهر مطبوعاتها صحيح مسلم بشرح النووي (18 جزءاً) طباعة فاخرة، فرغ من طبعه سنة 1349 هـ / 1930 م.[1]